# Casa Roura i Carnesoltes
La casa Roura i Carnesoltes és un edifici situat al carrer i el passatge dels Escudellers de Barcelona, catalogat com a bé cultural d'interès local. Als baixos hi ha el Grill Room, un antic cafè catalogat com a establiment d'interès (categoria E2).

## Història
El 1848, l'indià de Canet de Mar Fèlix Carnesoltes i Misser (1782-1866) i el seu gendre Esteve Roura i Alsina (1805-1868) van adquirir la casa núm. 8 del carrer dels Escudellers a Carles de Sentmenat i de Riquer, marquès de Castelldosrius, per 35.320 lliures, i el 1862 van demanar permís per a reconstruir-la i alinear-la amb el nou passatge dels Escudellers, segons el projecte del mestre d'obres Josep Nolla.
La propietat fou heretada per Francesca Roura i Carnesoltes, filla d'Esteve i casada amb el comerciant barceloní Jacint de Capmany i Bonfús, que el 1892 va demanar permís per a estucar i decorar-ne la façana amb unes pintures probablement obra del seu fill, el pintor i decorador Ricard de Capmany i Roura. L'any següent, Francesca Roura va demanar permís per a construir-hi un àtic al terrat, segons el projecte de l'arquitecte Lluís Domènech i Montaner, casat amb la seva germana Maria i que ja s'havia encarregat de la casa del matrimoni a Canet de Mar.

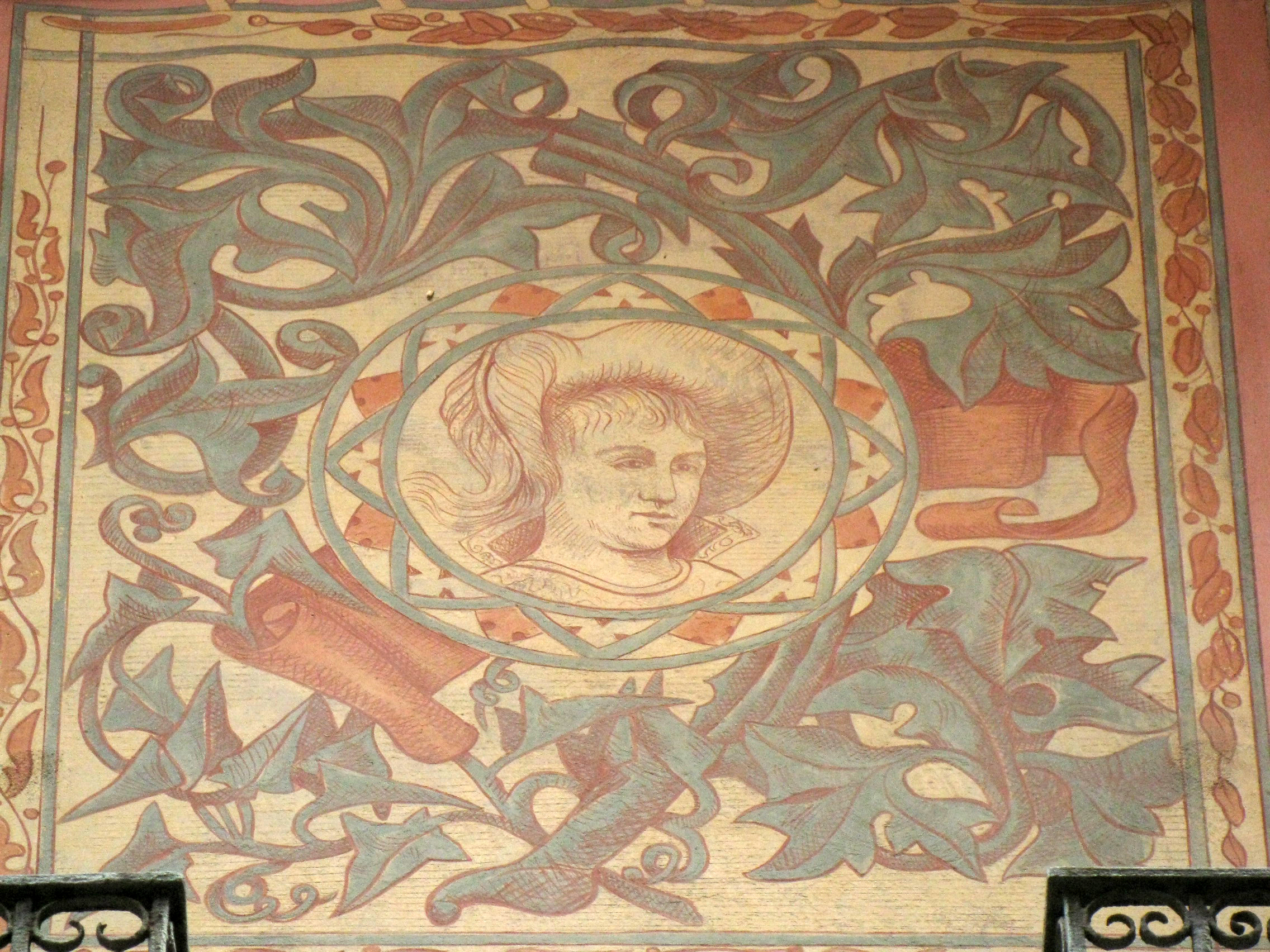
Plafó del primer pis

## Descripció
Es tracta d'un edifici d'habitatges en cantonada de planta baixa i quatre plantes. Les obertures de la planta baixa (2 al carrer dels Escudellers i 3 al passatge del mateix nom) tenen arcs escarsers, mentre que els balcons dels pisos són de llinda.
Són remarcables les pintures de la primera planta de la façana, uns plafons de factura romàntica que simulen murals penjats i reprodueixen personatges orlats enmig de profusa ornamentació vegetal i que contribueixen en gran manera a potenciar el caràcter culte del carrer d'Escudellers de l'època. La resta de pisos tenen unes sanefes decoratives modernistes.